# The Buckinghams

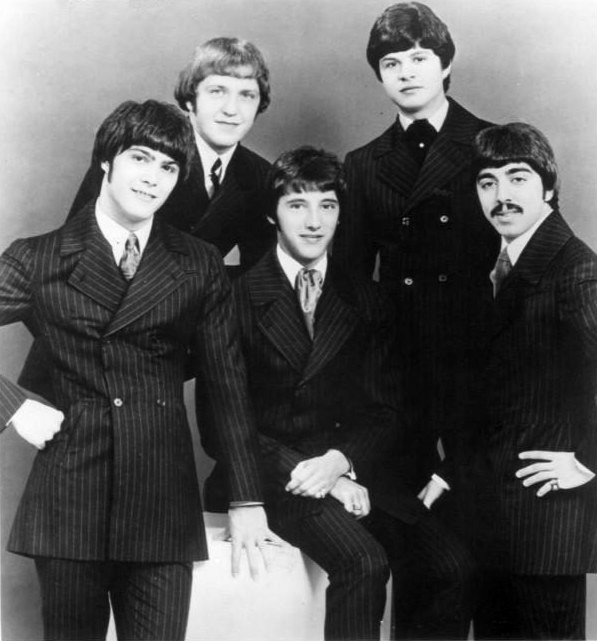
The Buckinghams en 1968.

The Buckinghams est un groupe américain formé en 1965 à Chicago et de style sunshine pop.

## Membres
- Carl Giammarese
- Nick Fortuna
- Bruce Soboroff
- Dave Zane
- Rocky Penn

## Anciens membres
- Dennis Tufano
- John Poulos
- George LeGros
- Curtis Bachman
- Dennis Miccolis
- Marty Grebb
- John Turner
- John Cammelot
- Laurie K. Lewis
- Barb Unger
- Larry Nestor
- Tom Scheckel
- Bob Abrams

## Discographie

### Albums
- Kind of a Drag (1967, USA Records)
- Time and Charges (1967, Columbia)
- Portraits (1967, Columbia)
- In One Ear and Gone Tomorrow (1968, Columbia)
- A Matter Of Time (1985, Red Label Records)
- Terra Firma (1998, Nation Records)
- Live and Well (2006, BML Records)
- Reaching Back (2007, Fuel Records)
- Standing Room Only (2008, Fuel Records)
- The Joy of Christmas (2008, BML Records)
- Up Close: CD and digital downloads (2010, itsaboutmusic.com Records)

### Singles classés dans les charts US
- Kind of a Drag (1967, #1)
- Lawdy Miss Clawdy (1967, #41)
- Don't You Care (1967, #6)
- Mercy, Mercy, Mercy! (1967, #5)
- Hey Baby, They're Playing Our Song (1967, #12)
- Susan (1968, #11)
- Back in Love Again (1968, #57)